# Teclado inalámbrico de Apple
El Teclado inalámbrico de Apple es un teclado sin cables de ahí su nombre Teclado inalámbrico, creado por y para computadoras Macintosh compatibles con sistemas que utilicen macOS.  Interactúa por medio de la tecnología Bluetooth a diferencia del teclado con cable, este no cuenta con entrada USB. Ambos modelos tienen un excelente rendimiento de energía.

## Historia

### Versión de 4 baterías
El 16 de septiembre de 2003, el primer teclado inalámbrico creado por Apple fue presentado en la Apple Expo. El dispositivo requería de cuatro baterías AA, contaba con un botón de encendido/apagado.

### Versión de 3 baterías

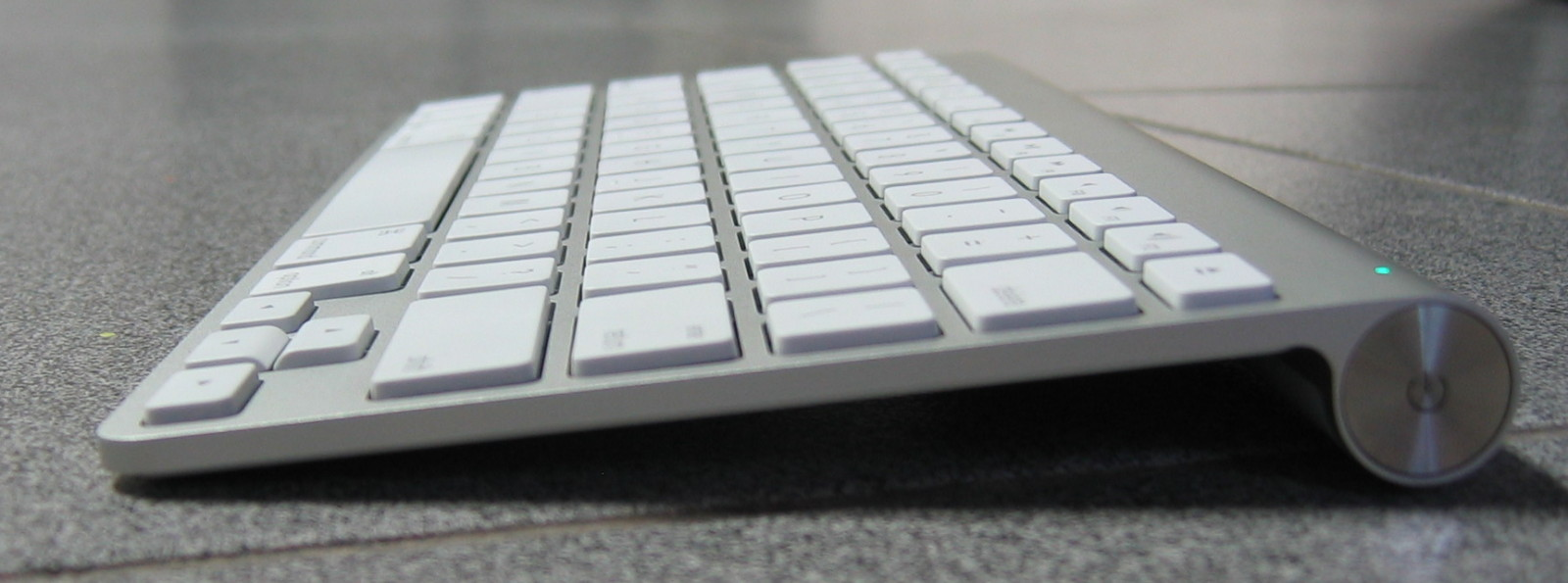

El 7 de agosto de 2007, Apple presenta un modelo rediseñado de su teclado inalámbrico. El nuevo modelo es más delgado, y tiene un marco de aluminio. además cuenta con nuevas funciones añadidas, tales como los controles de media como "dashboard". El nuevo teclado tiene una apariencia similar al estilo de la macbook. El botón de encendido ha sido reubicados, ahora se encuentra en el costado derecho del teclado, también se le ha quitado la parte numérica al teclado, haciendo lo más compacto.

### Versión de 2 baterías
En octubre de 2009, un nuevo modelo ligeramente modificado fue presentado. el nuevo modelo con número A1314 reemplazó al A1255, dos años y dos meses después de su lanzamiento. El nuevo modelo ahora utiliza 2 baterías AA. Este modelo se convirtió en el estándar en la nueva generación de iMacs.
En el 2011, Apple mejoró el teclado, actualizando la etiqueta y cambiando el botón de dashboard a un botón de launchpad.
Apple únicamente incluye soporte para computadoras macintosh, sin embargo es posible utilizar el teclado en computadoras con windows, configurando el bluetooth y con los drivers necesarios.
El Linux kernel soporta el teclado inalámbrico de Apple por via hid-apple module.

## Lenguajes y diseño
Diseños del teclado con un botón Enter en forma de “L” están disponibles en:
| - Arabic - Belgian - Croatian - Czech | - Danish - Dutch - English (International) - English (UK) | - French - German - Greek - Hebrew | - Hungarian - Norwegian - Polish - Portuguese | - Romanian - Russian - Slovak - Slovenian | - Spanish - Swedish - Swiss - Turkish F - Turkish Q |

## Botones de Windows con Boot Camp
Debido a la falta de botones para PCs con Windows (Tales como el imprimir pantalla), Apple ha creado mapeos.